# ديفيد ديلينغر
ديفيد تي. ديلينغر (بالإنجليزية: David Dellinger) (مواليد 22 أغسطس عام 1915، توفي 25 مايو عام 2004) هو ناشط سلمي راديكالي مؤثر وناشط في حركة اللاعنف الاجتماعية. حظي بسمعة سيئة بالغة بكونه أحد سبعة الأشخاص الذين أُحيلوا للقضاء عام 1968.

## النشأة والتعليم
ولد ديلينغر في ويكفيلد في ماساتشوستس لعائلة ثرية. وهو ابن ماريا فيسك وريموند بنينغتون ديلينغر، وهو محامي وخريج جامعة ييل وجمهوري بارز وصديق لكالفين كوليدج. كانت جدته لأمه أليس بيرد فيسك، نشطة في بنات الثورة الأمريكية.
تخرج ديلينغر من جامعة ييل بدرجة بكالوريوس في الاقتصاد، وبدأ الدكتوراه لمدة عام في نيو كوليج في جامعة أكسفورد، ودرس اللاهوت في معهد الاتحاد اللاهوتي التابع لجامعة كولومبيا بهدف أن يصبح قسيسًا أبرشانيًا. كان زميلًا في الدراسة وصديقًا للاقتصادي والمنظر السياسي والت روستو في جامعة ييل. رفض خلفيته المريحة، وخرج من جامعة ييل ذات يوم ليعيش التشرد أثناء فترة الكساد. زار ألمانيا النازية أثناء وجوده في جامعة أكسفورد، وتولى قيادة إحدى سيارات الإسعاف خلال الحرب الأهلية الإسبانية.
أشار ديلينغر، الذي عارض الجبهة القومية المنتصرة في الحرب بقيادة فرانثيسكو فرانكو، في وقت لاحق إلى أنه «بعد الحرب الإسبانية، كانت الحرب العالمية الثانية بسيطة. لم أكن لأميل إلى حمل السلاح للقتال من أجل جنرال موتورز أو يو إس ستيل أو بنك تشيس مانهاتن، حتى لو أدار هتلر ذاته الجانب الآخر».

## حياته السياسية
كان ديلينغر في الحرب العالمية الثانية أحد معارضي الخدمة العسكرية المسجونين ومحرضًا وداعمًا لحركة اللاعنف. احتج في السجن الفيدرالي مع رفاقه المعارضين للخدمة العسكرية منهم رالف ديجيا وبيل سذرلاند، احتجوا على الفصل العرقي في قاعات الغداء، التي دُمجت لاحقًا نتيجة للاحتجاجات. في فبراير عام 1946، ساعد ديلينغر في إيجاد وتأسيس لجنة الثورة اللاعنفية السلمية الراديكالية. كان فردًا من اللجنة التنفيذية في الحزب الاشتراكي الأمريكي ورابطة الشباب الاشتراكي، بقسم الشباب فيها حتى تركه عام 1943، وكان أيضًا عضوًا قديمًا في رابطة مقاومة الحرب.
في خمسينيات القرن التاسع عشر وستينياته، انضم ديلينغر إلى مسيرات الحرية في الجنوب وقاد العديد من الاحتجاجات على الجوع في السجن. في عام 1965، أسس هو ودوروثي داي وأبراهام جوهان موستي مجلة التحرير كمنتدى لليسار غير الماركسي، وكانت مشابهة لدورية ديسينت. كان ديلينغر على صداقة وتواصل مع العديد من الشخصيات مثل إليانور روزفلت وهو تشي منه ومارتن لوثر كينغ الابن وآبي هوفمان وأ. جاي. موستي وغريغ كالفيرت وجيمس بيفيل وديفيد ماكرينولدز بالإضافة إلى عدد من أفراد حزب الفهود السود مثل فريد هامبتون، الذين أكنّ لهم شديد الاحترام. عمل ديلينغر بوصفه رئيس اللجنة الخامسة لمسيرة السلام في فيتنام مع مختلف المنظمات المناهضة للحرب وساعد كل من كينغ وبيفيل بالوصول إلى المناصب القيادية للحركات المناهضة للحرب في ستينيات القرن التاسع عشر. سافر ديلينغر في عام 1966 إلى كل من شمال فيتنام وجنوبها لتعلّم تأثير القصف الأمريكي مباشرة. وذكر فيما بعد أن النقاد تجاهلوا رحلته إلى سايغون وركزوا فقط على زيارته إلى هانوي. في عام 1968، وقع تعهّد «الاحتجاج على ضريبة الحرب المفروضة على الكتاب والمحررين» الذي نصّ على التعهّد برفض الدفع للاحتجاج على حرب فيتنام، وأصبح لاحقًا راعيًا لمشروع مقاومة ضرائب الحرب، مدافعًا عن مقاومة الضرائب بصفتها شكلًا من أشكال الاحتجاج على الحرب.

### محاكمة شيكاغو للسبعة
طبّق ديلينغر مبادئ غاندي في اللاعنف، مع تورّط الولايات المتحدة الأمريكية في نمو حرب فيتنام، على نشاطه في الحركة المناهضة للحرب المتنامية. كان من أبرز نقاط الأمر محاكمة شيكاغو للسبعة بسبب مزاعم أن ديلينغر وآخرين تآمروا ليتجاوزا الحدود القانونية للدولة بنية التحريض على أعمال الشغب، بعدما قام متظاهرون مناهضون للحرب بمقاطعة المؤتمر الوطني الديمقراطي لعام 1968 في شيكاغو. أحيلت القضية إلى المحكمة التي قادت ديلينغر والمتهمين الآخرين إلى منصة نشرت على مستوى وطني من أجل محاكمة حرب الفيتنام. في 18 فبراير عام 1970، حُكم عليهم بالبراءة من تهمة التآمر، إلا أن خمسة منهم بمن فيهم ديلينغر أُدينوا بتعدّي الحدود القانونية للدولة فرديًا للتحريض على أعمال الشغب.
أدت محاكمة القاضي يوليوس هوفمان -بالإضافة إلى تجسس مكتب التحقيقات الفيدرالي على محامي الدفاع بمساعدة مركز الحقوق الدستورية- إلى إلغاء محكمة الاستئناف للإدانات باجتماعها الخامس بعد سنتين. في تاريخ 21 نوفمبر عام 1972 وعلى الرغم من تأييد الاقتباسات المزعومة، رفضت المحكمة استئناف الحكم على أي من الأشخاص.

## وصلات خارجية
- ديفيد ديلينغر على موقع مونزينجر (الألمانية)
- "Goodbye, David Dellinger" (كاونتربنش)